# Francis Polkinghorne Pascoe
Francis Polkinghorne Pascoe, född 1 september 1813 i Penzance, död 20 juni 1893 i Brighton, var en engelsk entomolog, främst med fokus på skalbaggar.
När Pascoe blev änkeman 1851 bosatte han sig i London för att ägna sig åt naturhistoria och framförallt entomologi. Resultaten från hans egna insamlingsresor till Europa, Nordafrika och Amazonas regnskog gav dåliga resultat och Pascoe arbetade mest med insekter som andra samlat in, bland andra Alfred Russel Wallace och Robert Templeton. Han blev ledamot i Royal Entomological Society 1854 och var dess president mellan 1864 och 1865. Pascoe var även ledamot i Société entomologique de France och Linnean Society of London. Hans 2 500 typer finns i Natural History Museum.
Auktorsnamnet Pascoe kan användas för Francis Polkinghorne Pascoe i samband med ett vetenskapligt namn inom zoologin; se Wikipedia-artiklar som länkar till auktorsnamnet.